# Димитър Бандулов
Димитър Бандулов е български общественик, печатар от късното Българско възраждане. 

## Биография
Роден е в кукушкото село Драгомирци, тогава в Османската империя. В съдружие с Нанчо Калчев има печатница в Цариград. За кратко печата вестник „Вести“ в Цариград. След смъртта на Калчев в 1910 година поема цялото предприятие.